# Perro de Presa Canario
De Perro de Presa Canario is een hondenras, behorend tot de Molossers. Dit ras is afkomstig van de Canarische Eilanden, waar deze hond met name op Tenerife en op Gran Canaria voorkwam. Oorspronkelijk werd de Presa Canario gebruikt als drijfhond en als waakhond van voornamelijk vee en bezittingen. Sinds begin eenentwintigste eeuw wordt het ras tot een sociaal enigszins aangepaste hond gefokt. In de indeling van de FCI valt de hond onder groep 2, sectie 2.1 en heeft nummer 346.
De Perro de Presa Canario wordt ook wel Dogo Canario genoemd.

## Rasbeschrijving
De Presa Canario is een middelgrote, rechthoekige, sterke hond. Hij heeft een zeer heftig temperament, is onverschrokken en heeft een krachtige en diepe blaf. Zijn hoofd is massief en krachtig, de verhouding tussen zijn schedel en zijn voorsnuit is 6:4. Hij heeft sterke kaken en een zwarte neusspiegel met wijde neusgaten. De lippen zijn dik en vlezig en zwart gepigmenteerd. De ogen zijn bruin en ovaal en zitten ver uit elkaar. De oren zijn hoog aangezet en naar voren geslagen. De hals is kort en gespierd. Het lichaam is langer dan de hoogte van de schoft; de rug is recht en iets aflopend naar het bekken. De achterhand is iets hoger dan de voorhand. De borstkas is zeer ruim en reikt tot aan de ellebogen. De poten zijn gespierd, de achtervoeten iets groter dan de voorvoeten. De staart is hoog aangezet. De vacht is kort en dicht. De meest voorkomende kleuren van de Presa  Canario zijn brindle en zandkleurig in elke kleur variatie behalve blauw. De kleur gaat altijd gepaard met een zwart masker tot de ogen. Enkele kleine witte aftekeningen op de borst of tenen zijn toegestaan, vlekken in het gezicht of op de romp echter niet. Een volwassen reu heeft een schofthoogte van 59-69cm en een gewicht van 45-70kg. Een volwassen teef heeft een schofthoogte van 55-60 cm en een gewicht van 40-60kg.

## Sociale aanleg
Voor leden van het gezin is dit ras een zeer lieve en trouwe hond. De Presa Canario neemt zijn taak als beschermer zeer serieus en vreemden komen niet verder dan tot het tuinhek. De Presa Canario zal de aandacht vestigen op de aanwezigheid van een bezoeker door zijn krachtige en zware blaf te laten horen. Pas als zijn baasje het goedkeurt, zal hij vreemden toelaten op het erf. Tegenover kinderen in het gezin en eventuele vriendjes daarvan, is deze hond over het algemeen vriendelijk. Hij kan wel de neiging hebben op stevige wijze de eigen 'roedel' te verdedigen, wanneer bijvoorbeeld een kind in zijn ogen bedreigd wordt door anderen.
Affenpinscher ·
Aidi ·
Anatolische herder ·
Appenzeller sennenhond ·
Argentijnse dog ·
Berner sennenhond ·
Bordeauxdog ·
Boxer ·
Broholmer ·
Bullmastiff ·
Ca de Bou ·
Cane corso ·
Cão da Serra da Estrela ·
Cão de Castro Laboreiro ·
Centraal-Aziatische owcharka ·
Cimarrón Uruguayo ·
Ciobanesc Romanesc de Bucovina ·
Deens-Zweedse boerderijhond ·
Dobermann ·
Dogo Canario ·
Duitse dog ·
Duitse pinscher ·
Dwergpinscher ·
Dwergschnauzer ·
Engelse buldog ·
Entlebucher sennenhond ·
Fila brasileiro ·
Grote Zwitserse sennenhond ·
Hollandse smoushond ·
Hovawart ·
Kaukasische owcharka ·
Kraški ovčar ·
Landseer ECT ·
Leonberger ·
Mastiff ·
Mastín del Pirineo ·
Mastín español ·
Mastino napoletano ·
Middenslagschnauzer ·
Newfoundlander ·
Oostenrijkse pinscher ·
Pyrenese berghond ·
Rafeiro do Alentejo ·
Riesenschnauzer ·
Rottweiler ·
Šarplaninac ·
Shar-pei ·
Sint-bernard ·
Tibetaanse mastiff ·
Tornjak ·
Tosa ·
Zwarte Russische terriër